# Plecionka rattanowa

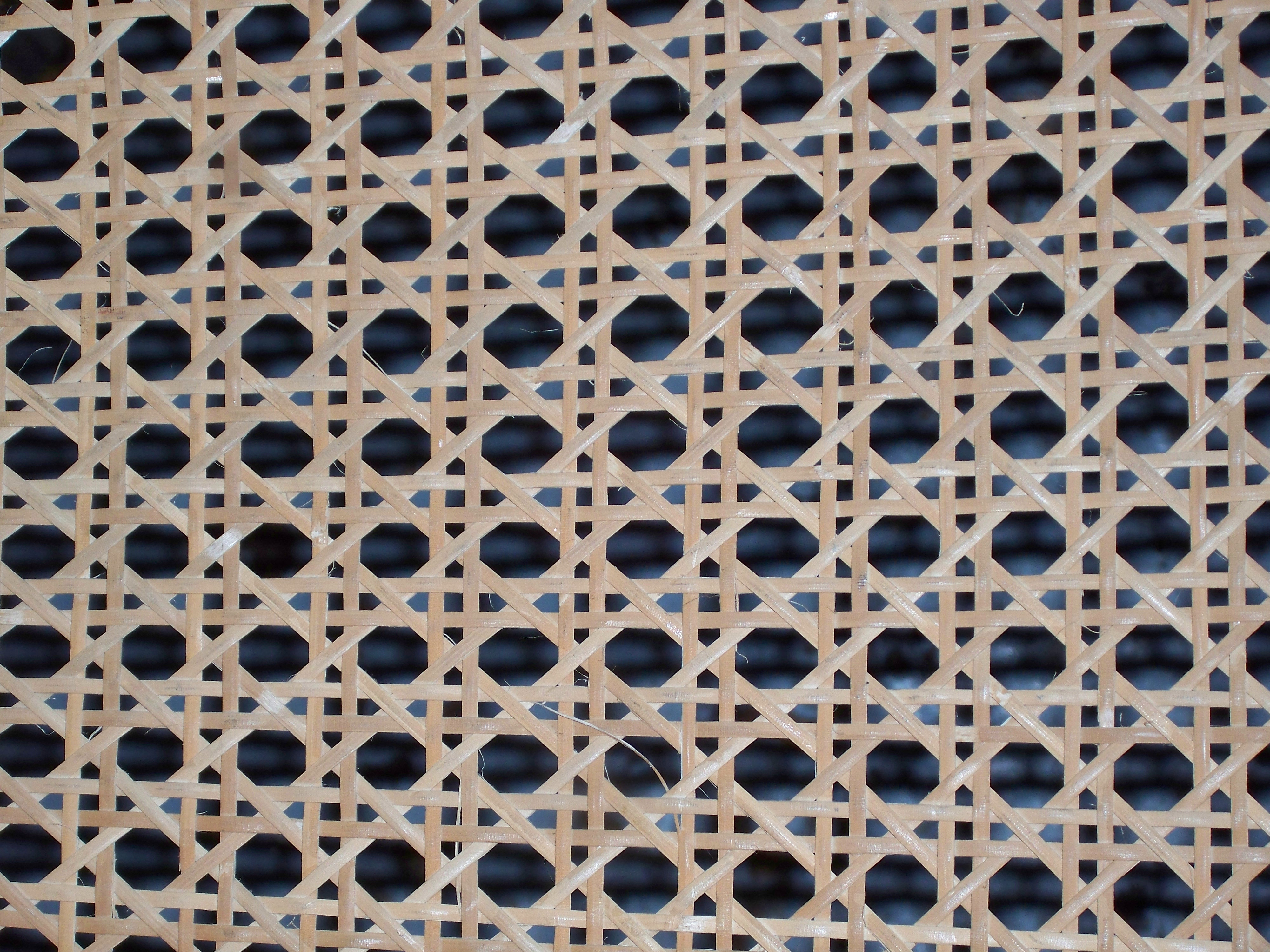
typowy wzór plecionki

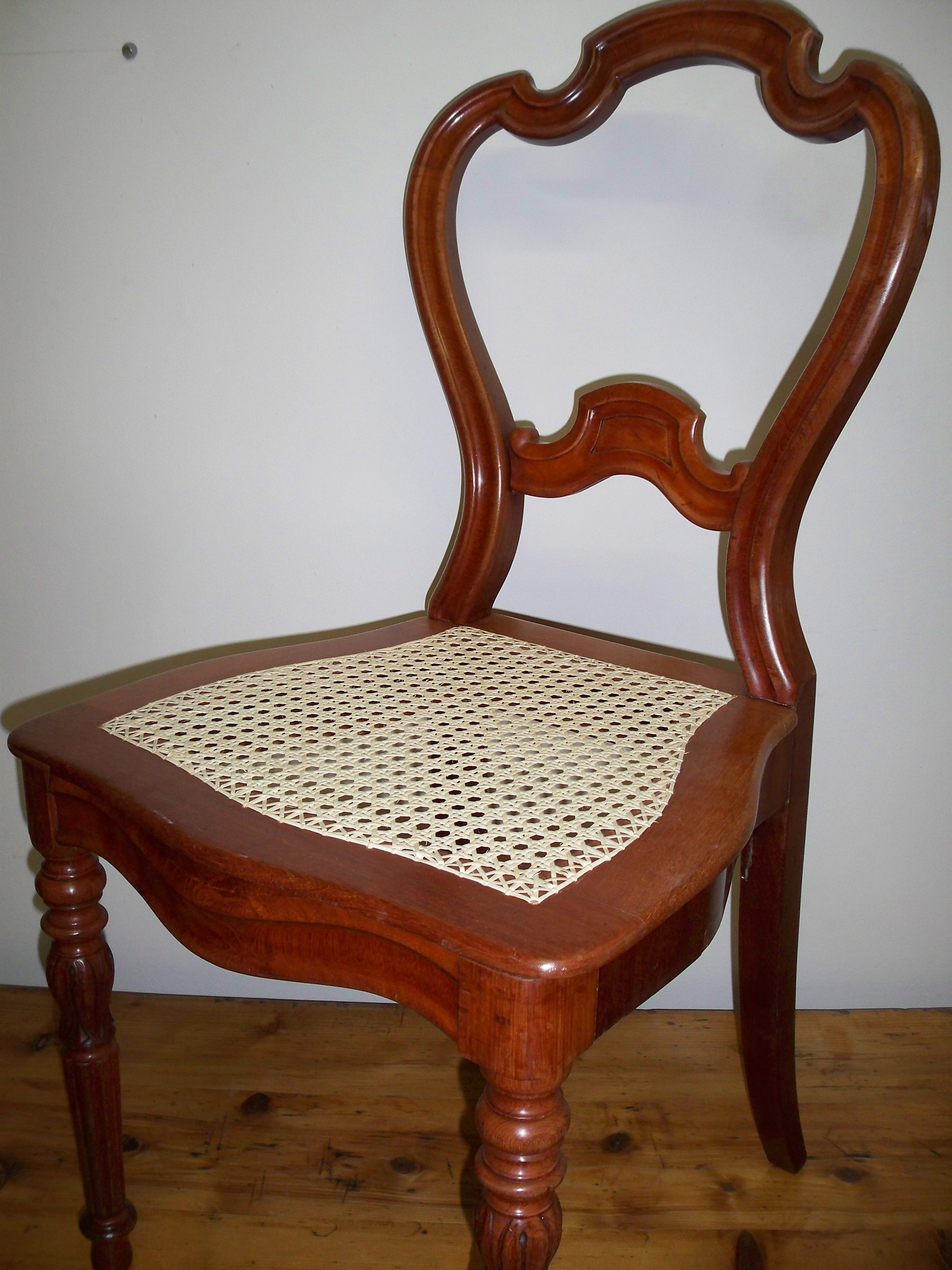
ręcznie wykonana plecionka w siedzisku krzesła

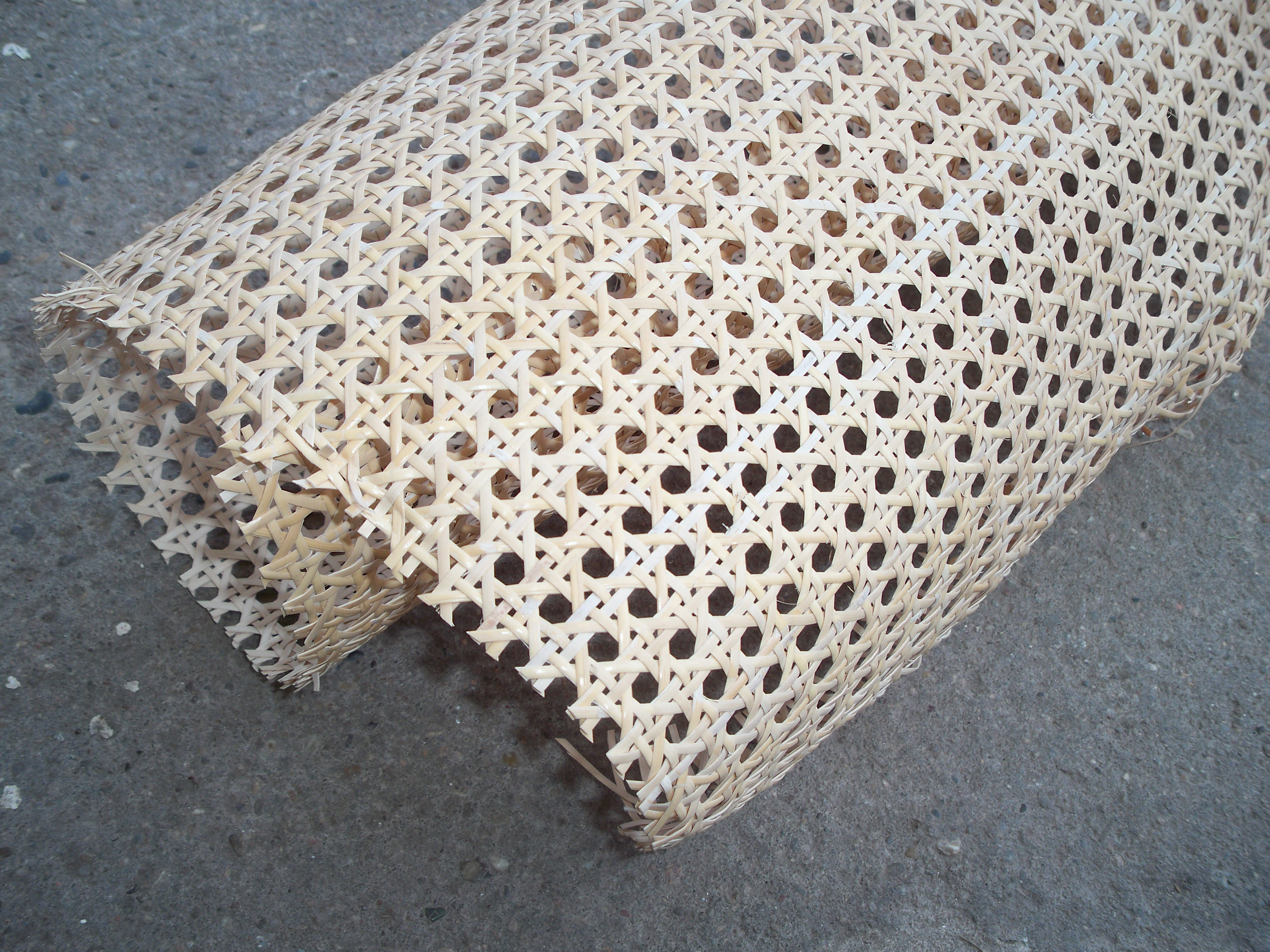
plecionka w formie gotowej maty do produkcji masowej

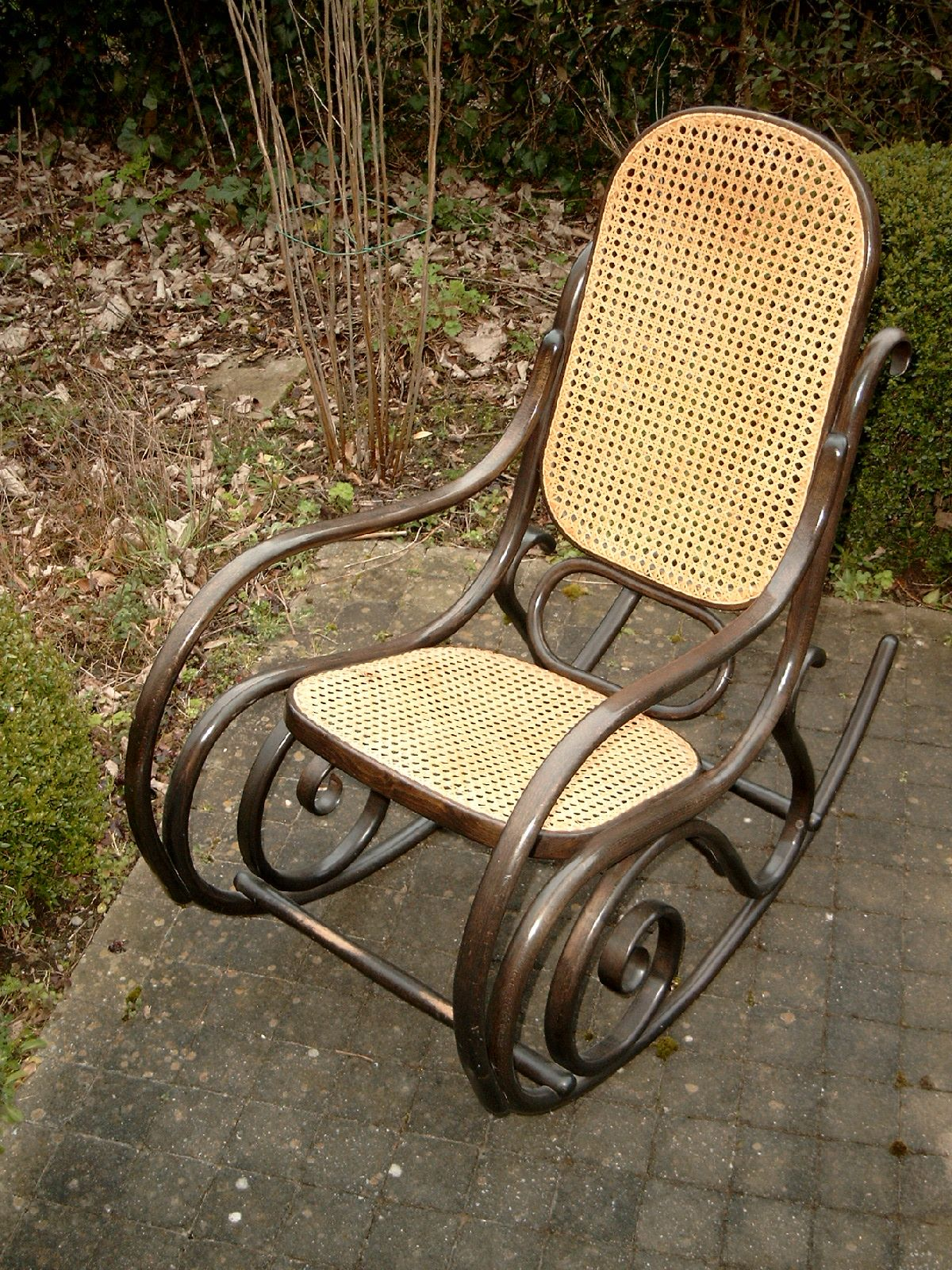
bujany fotel Thoneta z plecionką

Plecionka rattanowa – rodzaj plecionki stosowanej w meblarstwie krzeseł i foteli, popularnej od połowy wieku XIX.  Plecionka zdobyła popularność dzięki zastosowaniu jej w produkowanym przez firmę Michaela Thoneta w Austrii od 1859 r.  krześle bistro, czyli słynnym krześle numer 14. Zastosowano ją tam tylko w siedzisku, aż do dziś stosowana jest również w oparciach np. foteli na biegunach (bujanych). Czasochłonność jej wykonania zmusiła przemysł do maszynowego wyrobu gotowych mat plecionki, które stosuje się w masowej produkcji mebli.

## Zalety
Meble wykonane z tego typu plecionki charakteryzują się niską masą i odpornością na czynniki atmosferyczne (co pozwala na wytwarzanie z niej mebli ogrodowych). Obecnie tego typu techniką tworzone są różnorodne meble, w tym krzesła, fotele, kanapy i narożniki. Wysoka sprężystość i elastyczność rattanu pozwala na tworzenie dowolnych kształtów, dzięki czemu wygląd mebli może być odpowiednio dopasowany do oczekiwań użytkownika. Meble z plecionki rattanowej dobrze poddają się malowaniu (również ponownemu).

## Etapy powstawania plecionki rattanowej

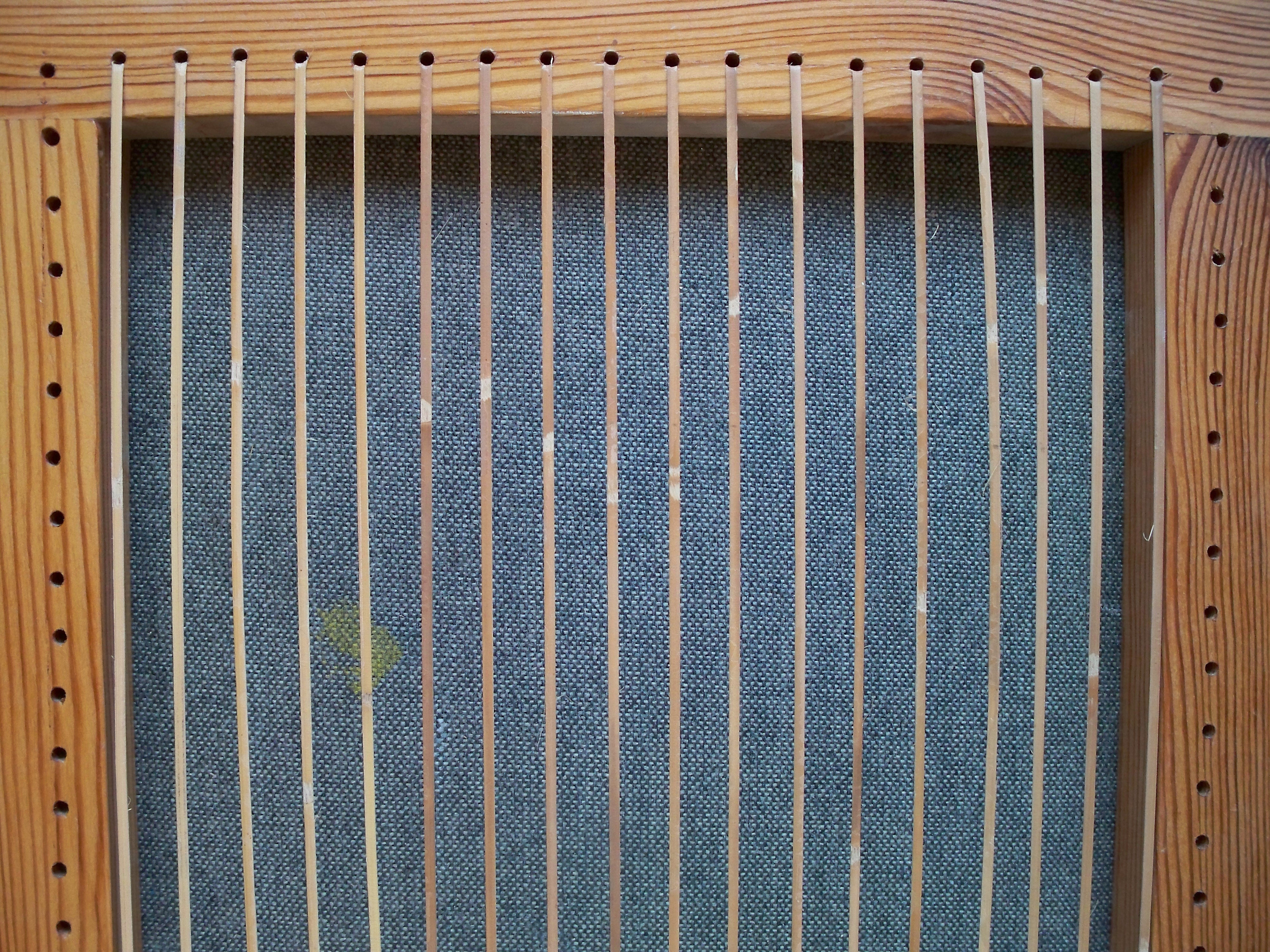
etap I
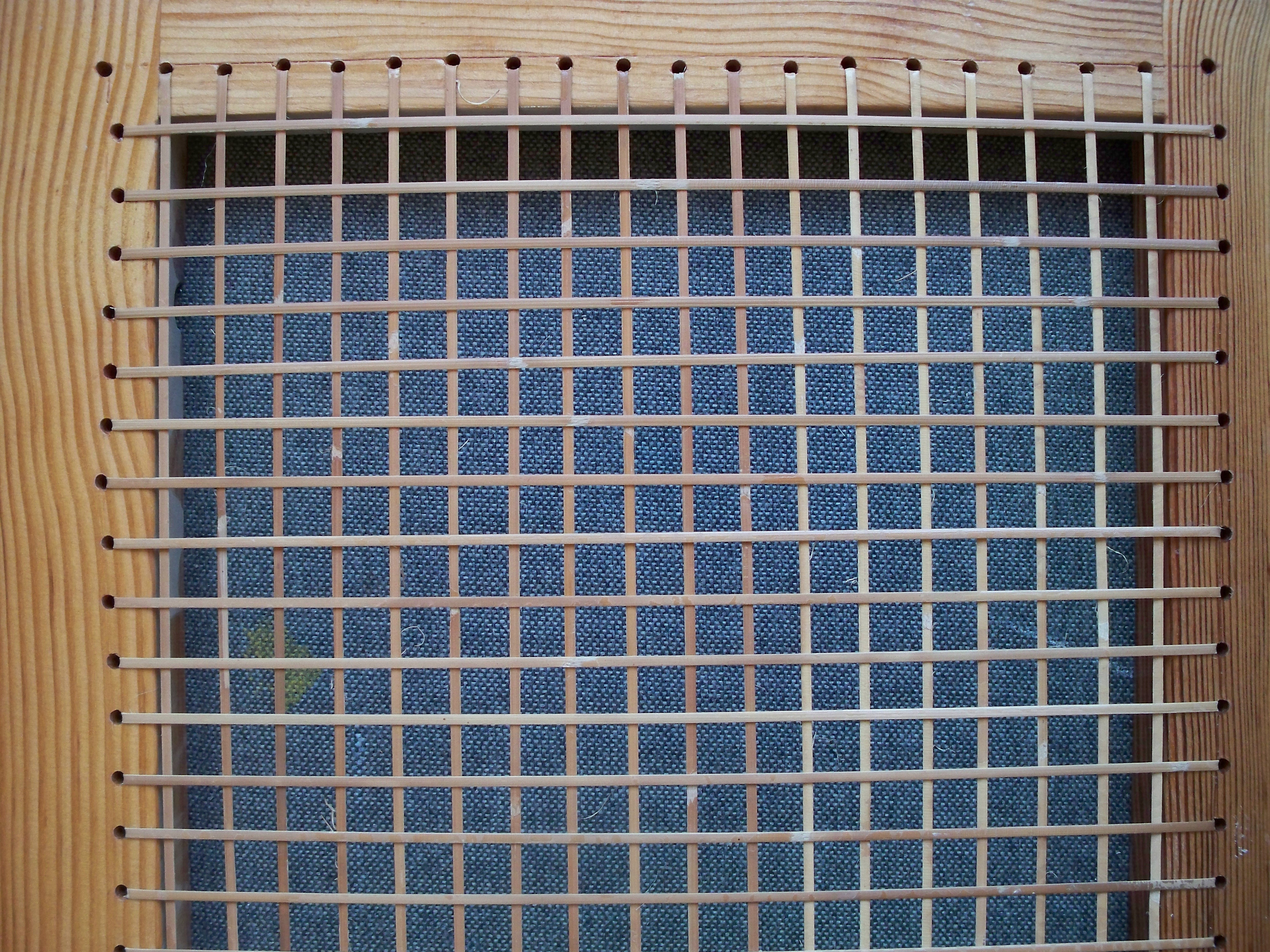
etap II
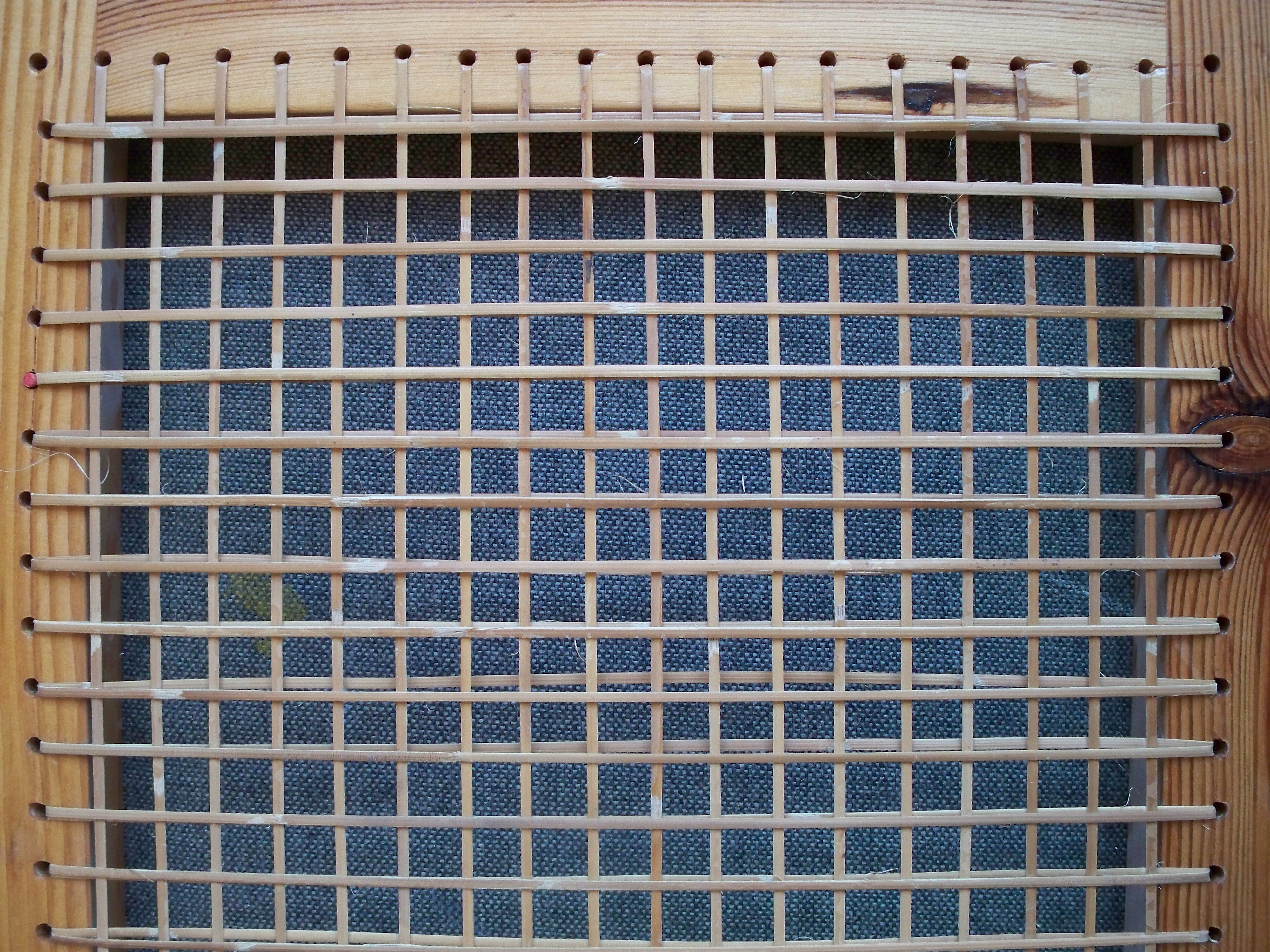
etap III
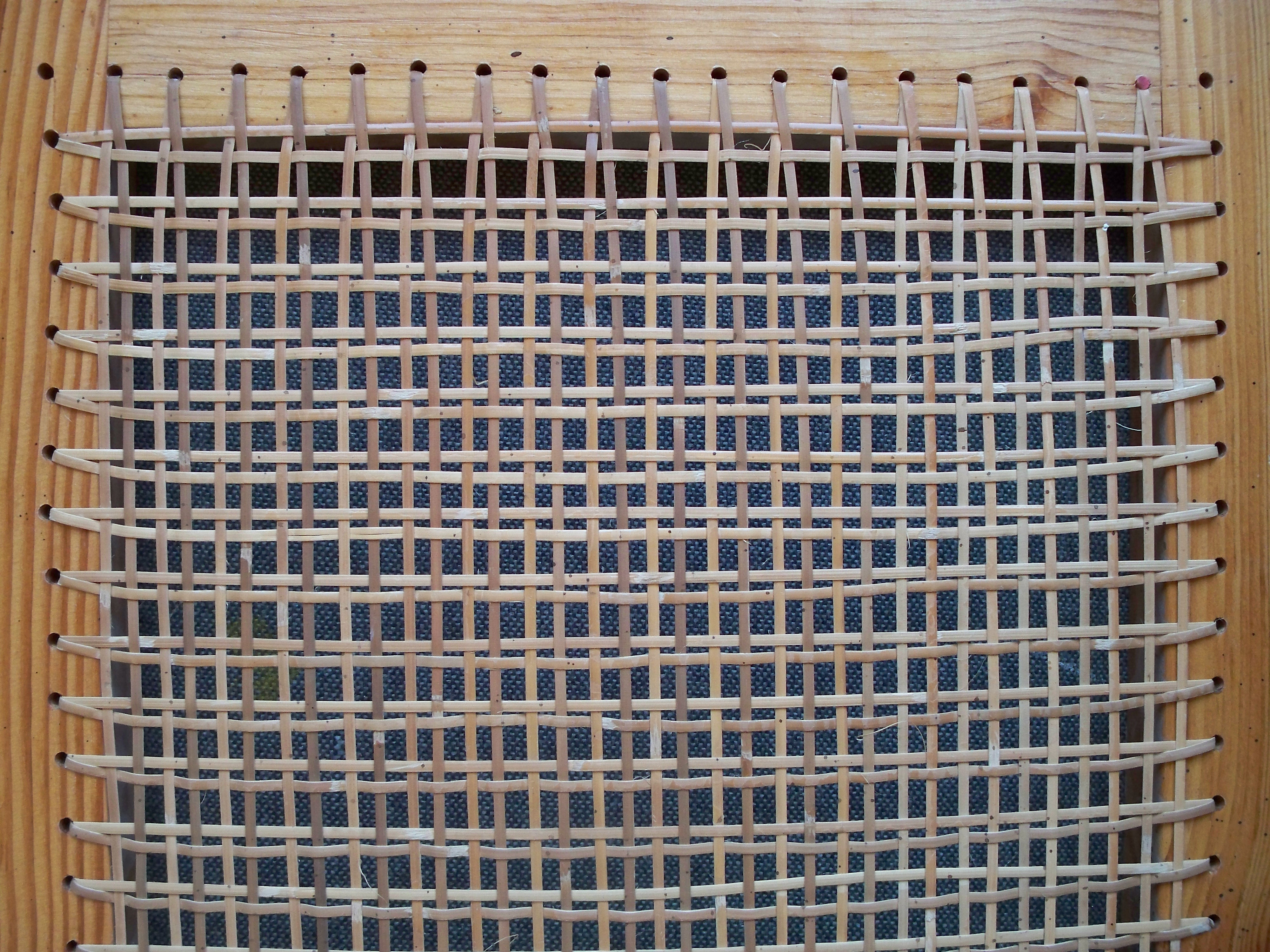
etap IV
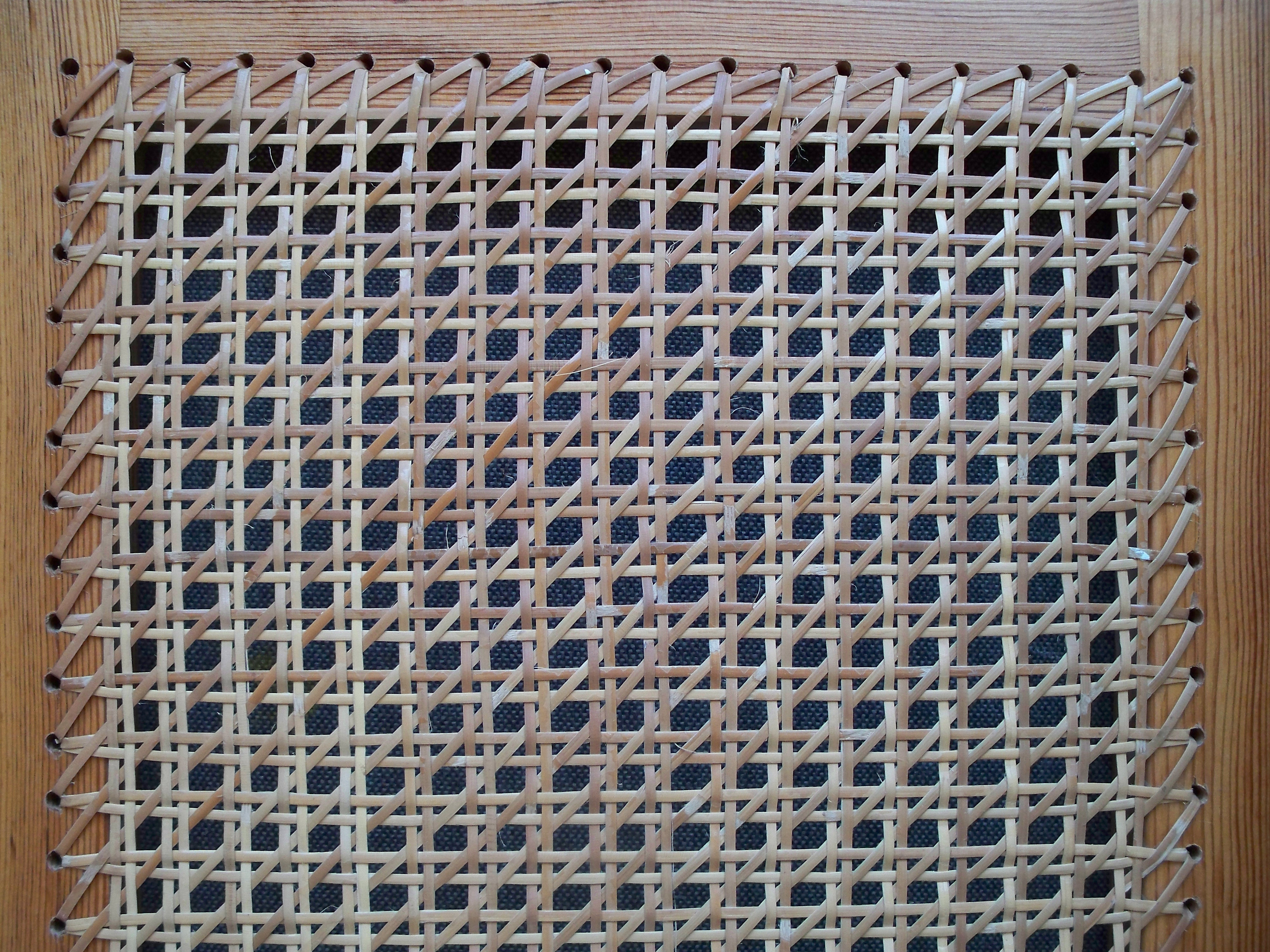
etap V
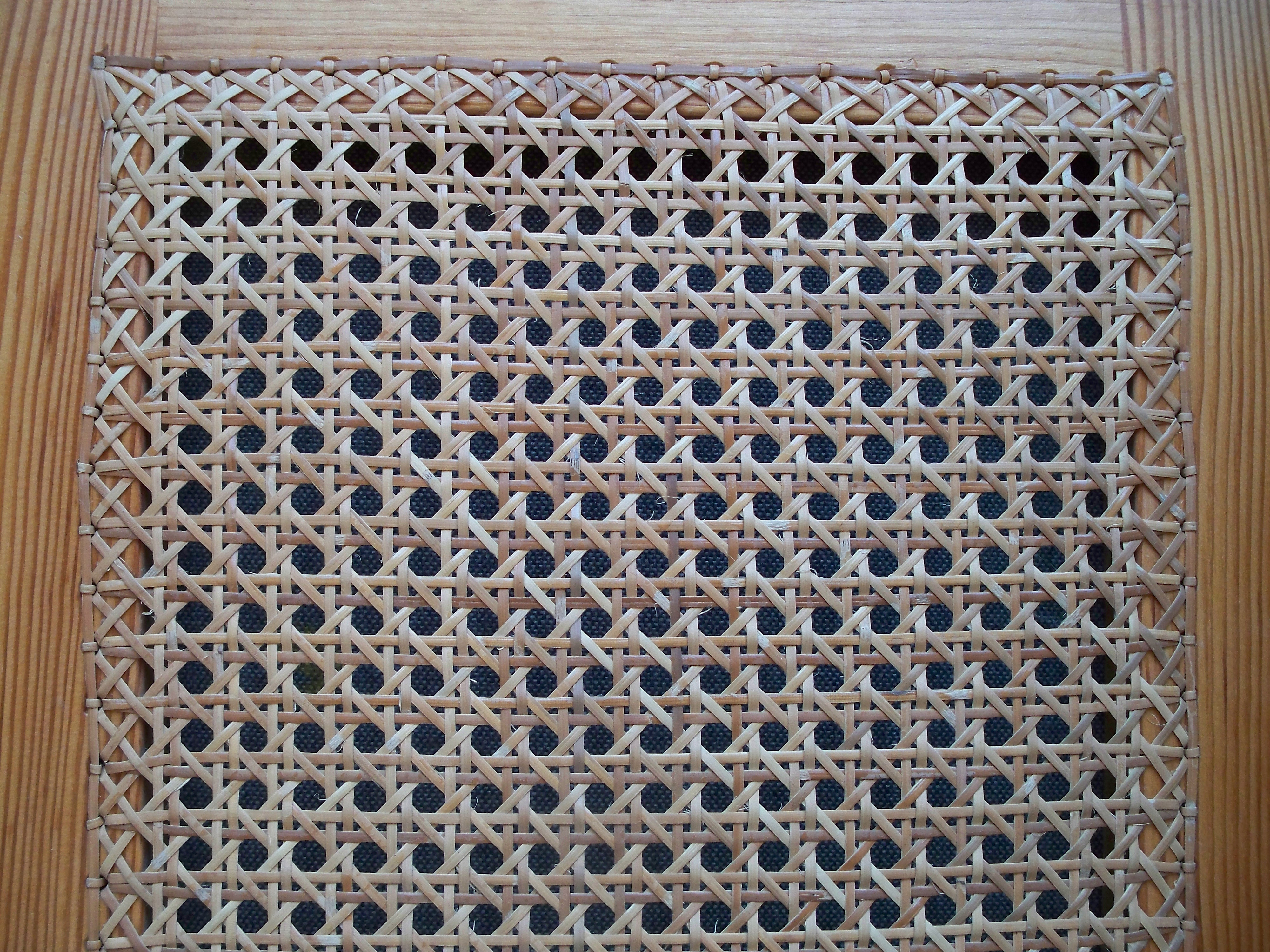
etap VI z wykończeniem brzegu